# 匕部
匕部為漢字索引中的部首之一，計二畫，是康熙字典214個部首中的第21個（二畫的中為第15個）。匕部構字時通常位於右側。一字帶「匕」且無其他部首時歸為匕部。

## 部首單字解釋
1. 飯匙。見《說文》。
2. 匕首，短劍。頭部像匕，故名。

## 字形

甲骨文
金文
大篆
小篆

### 字体的具體差別
「匕」及相關部件在不同的字體中設計有所不同。《康熙字典》以及當前中國大陸、香港、日本、韓國的標準字體中，第二畫取撇，但是《康熙字典》和大陸簡體的的撇出頭，而日本、韓國的不出頭。台灣的國字標準字體第二畫取橫，且等漢字中的部件字形與之一致；實際上，台灣的出版印刷中也常用第二畫取撇的字形。
這一區別在印刷和手寫字都適用。
| 第二畫作撇 | 第二畫作橫 |
| ---------- | ---------- |
| 匕         | 匕         |
|            | 化         |

注意：閣下瀏覽器顯示文字未必正確

## 名稱
- 漢語：匕部（拼音：bǐbù，注音：ㄅㄧˇ ㄅㄨˋ）
- 日語：、（ひ/hi，形似片假名，但實際上取自「比」）、
- 朝鲜語：

## 字例
| 部首外筆畫 | 字例 -{ |
| ---------- | ------- |
| 0          | 𠤎匕    |
| 2          | 㔫化    |
| 3          | 北龙    |
| 6          | 㔬𠤖    |
| 9          | 㔭匘匙  |
| 10         | 𠤣      |
| 12         | 𠤧      |
| 15         | 𠤩 }-   |

- 化：康熙字典體和大陸規範漢字寫法中，「匕」的撇向左出頭。《康熙字典》中，「化」仍歸匕部，大陸則改歸為人部。